# Commerce (Georgia)
Commerce es un pueblo ubicado en el condado de Jackson en el estado estadounidense de Georgia. En el censo de 2000, su población era de 5.292.

## Demografía
En el 2000 la renta per cápita promedia del hogar era de $33,897, y el ingreso promedio para una familia era de $39,615. El ingreso per cápita para la localidad era de $19,270. Los hombres tenían un ingreso per cápita de $34,185 contra $22,028 para las mujeres.

## Geografía
Commerce se encuentra ubicado en las coordenadas 34°12′23″N 83°27′40″O / 34.20639, -83.46111 (34.206520, -83.461203).
Según la Oficina del Censo, la localidad tiene un área total de 21,5 km² (8,3 mi²), de la cual 21,5 km² (8,3 mi²) es tierra y 0 km² (0 mi²) (0.00%) es agua.